# André Bourgeois
André Antoine Marie Joseph Bourgeois (ur. 7 marca 1928 w Izegem, zm. 18 października 2015 w Gandawie) – belgijski i flamandzki polityk, prawnik oraz samorządowiec, parlamentarzysta federalny i regionalny, w latach 1992–1995 minister.

## Życiorys
Absolwent prawa na Uniwersytecie w Gandawie, na tej samej uczelni uzyskał licencjat z zakresu zarządzania. Praktykował jako adwokat.
Długoletni działacz Chrześcijańskiej Partii Ludowej. W latach 1965–1994 był radnym Izegem, od 1965 do 1971 pełnił funkcję burmistrza tej miejscowości, w latach 1977–1982 ponownie wchodził w skład miejskiej egzekutywy. Od 1965 do 1971 był jednocześnie członkiem rady prowincji Flandria Zachodnia. W latach 1971–1977, 1978–1981 i 1981–1995 zasiadał w radach będących poprzedniczkami Parlamentu Flamandzkiego. 
Sprawował mandat posła do federalnej Izby Reprezentantów (1971–1977 i 1978–1995). W latach 1977–1978 i 1995–1999 był członkiem belgijskiego Senatu. Od 1992 do 1995 pełnił funkcję ministra rolnictwa oraz małej i średniej przedsiębiorczości w rządzie, którym kierował Jean-Luc Dehaene.
Odznaczony Orderem Korony V klasy (1969), Order Leopolda III klasy (1991), Orderem Oranje-Nassau II klasy (1996) oraz Orderem Leopolda II I klasy (1999).